# Chrysina chrysargyrea
Chrysina chrysargyrea är en skalbaggsart som beskrevs av Sallé 1874. Chrysina chrysargyrea ingår i släktet Chrysina och familjen Rutelidae. Inga underarter finns listade i Catalogue of Life.